# Louny
Louny (Duits: Laun) is een stad in het Boheemse deel van Tsjechië, in de regio Ústí nad Labem. Louny ligt ongeveer 60 km ten noordwesten van Praag en is gelegen aan de rivier Eger (Tsjechisch: Ohře). Louny heeft (2021) circa 18.000 inwoners.
Louny is gesticht in de 12e eeuw (eerste vermelding in 1115) aan de weg van Praag naar Duitsland en groeide tijdens het bewind van Ottokar II. Tijdens de Dertigjarige Oorlog liep het inwoneraantal sterk terug. In het tweede deel van de 19e eeuw groeide de Louny aanzienlijk. In de 19e eeuw en jaren zestig en zeventig is het belangrijkste deel van het historisch centrum gesloopt en vervangen door nieuwere gebouwen.

## Partnersteden
- Barendrecht (Nederland)
- Lučenec (Slowakije)
- Veneux-les-Sablons (Frankrijk)
- Zschopau (Duitsland)

## Geboren
- Milan Kymlicka (1936-2008), dirigent en componist
- Lenka Hlávková (1974-2023), musicologe
- Karel Zelenka (1983), Tsjechisch-Italiaans kunstschaatser
- Karolína Plíšková (1992), tennisster
- Kristýna Plíšková (1992), tennisster